# Finales de la NBA de 1983
Las Finales de la NBA de 1983 fueron las series definitivas de los playoffs de 1983 y suponían la conclusión de la temporada 1982-83 de la NBA, con victoria de Philadelphia 76ers, campeón de la Conferencia Este, sobre Los Angeles Lakers, campeón de la Conferencia Oeste. Seis jugadores de las Finales fueron posteriormente elegidos para el Basketball Hall of Fame, Kareem Abdul-Jabbar, Magic Johnson, Bob McAdoo y James Worthy por parte de los Lakers, y Julius Erving y Moses Malone por los 76ers. Fueron las últimas Finales en terminar antes del mes de junio.
La pieza final del puzle del campeonato de Philadelphia 76ers fue completada antes de la temporada 1982-83 cuando adquirieron al pívot Moses Malone procedente de Houston Rockets. Los 76ers ganaron 65 partidos en temporada regular y arrasaron en playoffs, eliminando a New York Knicks y Milwaukee Bucks antes de hacer lo propio con los Lakers en las Finales.
El entrenador de los campeones, Billy Cunningham, dijo "la diferencia con el año pasado fue Moses." Malone fue nombrado MVP de las Finales de la NBA, y de la temporada por tercera vez en su carrera. Los 76ers completaron uno de los playoffs más dominantes de la historia de la liga con un balance de 12-1. Malone prometió un "Fo', fo', fo" ("four, four, four", refiriéndose a cuatro victorias por cada ronda), que finalmente se convirtió en un "Fo', fi', fo." (cuatro, cinco, cuatro). 
Las finales de la NBA de 1983 fueron las últimas finales de la NBA que se jugaron por completo en mayo.

## Resumen
| Partido | Fecha      | Equipo local | Resultado | Equipo visitante |
| ------- | ---------- | ------------ | --------- | ---------------- |
| 1       | 22 de mayo | Philadelphia | 113-107   | Los Angeles      |
| 2       | 26 de mayo | Philadelphia | 103-93    | Los Angeles      |
| 3       | 29 de mayo | Los Angeles  | 94-111    | Philadelphia     |
| 4       | 31 de mayo | Los Angeles  | 108-115   | Philadelphia     |

76ers ganan las series 4-0

### Partido 1
| 22 de mayo                          | Los Angeles Lakers                                              | 107–113                               | Philadelphia 76ers                                           | |  |  |
| 3:35 p. m. EDT                      | Parciales: 20–30, 37–24, 26–31, 24–28                           | Parciales: 20–30, 37–24, 26–31, 24–28 | Parciales: 20–30, 37–24, 26–31, 24–28                        | |  |  |
|                                     | Estadísticas Norm Nixon 26 Mark Landsberger 10 Magic Johnson 11 | Pts Reb Asts                          | Estadísticas Moses Malone 27 Moses Malone 18 Julius Erving 9 | Pabellón: The Spectrum, Filadelfia, Pensilvania Asistencia: 18,482 espectadores Árbitros: - N.º 14 Jack Madden - N.º 4 Ed T. Rush Televisión: CBS |  |  |
| Philadelphia lidera las series, 1–0 |                                                                 |                                       |                                                              | |  |  |
|                                     |                                                                 |                                       |                                                              | |  |  |

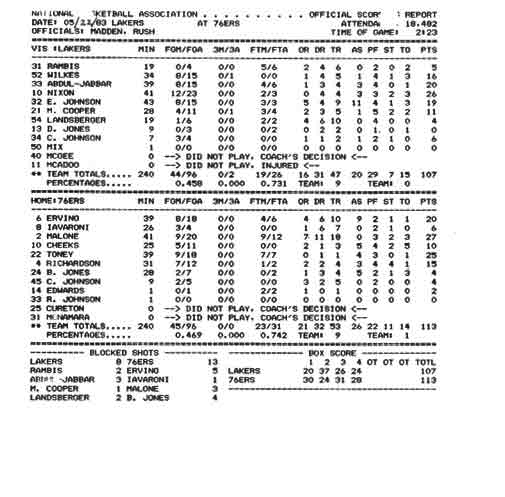
Partido 1

Los 76ers superaron a los Lakers por 10 puntos en el primer cuarto, pero los Lakers remontaron y consiguieron ponerse por delante por 13 puntos en el segundo cuarto. Con el marcador favorable a los californianos por 64-62 en el tercer cuarto, los 76ers lograron un parcial de 8-0 y no dejaron escapar el partido.
A causa de las lesiones de Bob McAdoo y James Worthy, los Lakers estuvieron diezmados en ataque y sufrieron para frenar al pívot Moses Malone, quien acabó el partido con 27 puntos y 18 rebotes. Andrew Toney añadió 25 puntos y Julius Erving aportó 20 puntos y 10 rebotes. Norm Nixon lideró a los Lakers con 26 puntos a pesar de abandonar brevemente el partido por culpa del hombro. Magic Johnson rozó el triple-doble con 19 puntos, 9 rebotes y 11 asistencias.

### Partido 2
| 26 de mayo                          | Los Angeles Lakers                                                   | 93–103                                | Philadelphia 76ers                                            | |  |  |
| 9:05 p. m. EDT                      | Parciales: 29–26, 26–25, 20–28, 18–24                                | Parciales: 29–26, 26–25, 20–28, 18–24 | Parciales: 29–26, 26–25, 20–28, 18–24                         | |  |  |
|                                     | Estadísticas Kareem Abdul-Jabbar 23 Magic Johnson 8 Magic Johnson 13 | Pts Reb Asts                          | Estadísticas Moses Malone 24 Moses Malone 12 Maurice Cheeks 8 | Pabellón: The Spectrum, Filadelfia, Pensilvania Asistencia: 18,482 espectadores Árbitros: - N.º 10 Darell Garretson - N.º 9 John Vanak - N.º 12 Earl Strom (alternate) Televisión: CBS |  |  |
| Philadelphia lidera las series, 2–0 |                                                                      |                                       |                                                               | |  |  |
|                                     |                                                                      |                                       |                                                               | |  |  |

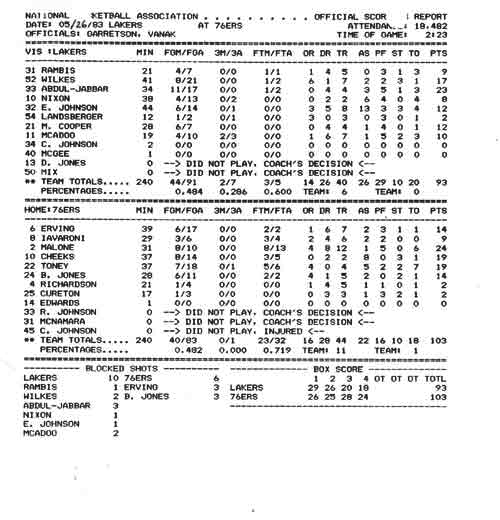
Partido 2

Los Lakers controlaron el ritmo del partido en el primer cuarto y se marcharon al descanso con una ventaja de cuatro puntos. Los Lakers se reforzaron con el regreso de Bob McAdoo y sus aportaciones desde el banquillo. Sin embargo, los 76ers superaron a los Lakers por ocho puntos en el tercer cuarto, y ganaban por cuatro puntos cuando Malone se sentó en el banquillo con cinco faltas. A pesar de ello, los Lakers no lograron remontar y la serie se ponía 2-0 a favor de los de Philadelphia.
A pesar de sus problemas con las faltas, Malone finalizó el choque con 24 puntos y 12 rebotes. Maurice Cheeks y Toney anotaron 19 puntos cada uno. Kareem Abdul-Jabbar lideró a los Lakers con 23 points, pero solo capturó cuatro rebotes por segundo partido consecutivo. Magic Johnson firmó 12 puntos, 8 rebotes y 13 asistencias.

### Partido 3
| 29 de mayo                          | Philadelphia 76ers                                          | 111–94                                | Los Angeles Lakers                                                          | |  |  |
| 12:35 p. m. PDT                     | Parciales: 21–32, 28–20, 23–20, 39–22                       | Parciales: 21–32, 28–20, 23–20, 39–22 | Parciales: 21–32, 28–20, 23–20, 39–22                                       | |  |  |
|                                     | Estadísticas Moses Malone 28 Moses Malone 19 Moses Malone 6 | Pts Reb Asts                          | Estadísticas Kareem Abdul-Jabbar 23 Kareem Abdul-Jabbar 15 Magic Johnson 13 | Pabellón: The Forum, Inglewood, California Asistencia: 17,505 espectadores Árbitros: - N.º 20 Jess Kersey - N.º 11 Jake O'Donnell Televisión: CBS |  |  |
| Philadelphia lidera las series, 3–0 |                                                             |                                       |                                                                             | |  |  |
|                                     |                                                             |                                       |                                                                             | |  |  |

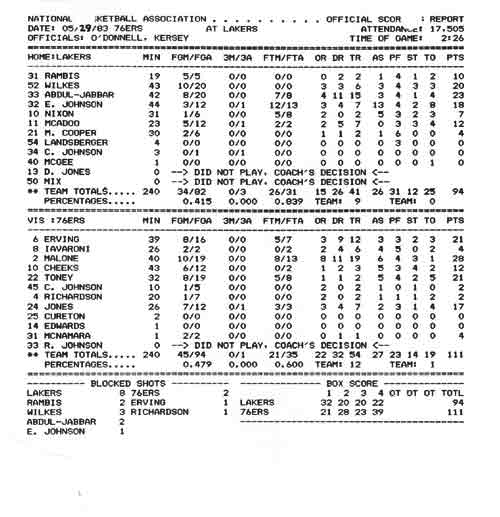
Partido 3

En el Forum, los Lakers comenzaron con una ventaja de 11 puntos en el primer cuarto, pero los 76ers respondieron rápidamente y redujeron la diferencia a tres puntos en la primera parte. Iniciado el último cuarto, el partido estaba igualado. Los 76ers lograron un parcial de 14-0, tomando una ventaja de 10 puntos y ganando el tercer encuentro de la serie.
Moses Malone fue de nuevo la figura dominante de los 76ers, realizando un magnífico partido con 28 puntos y 19 rebotes. Erving añadió 21 puntos y 12 rebotes. Abdul-Jabbar firmó 23 puntos y 15 rebotes pero falló demasiados lanzamientos (8 de 20 en tiros de campo). Magic Johnson flirteó con el triple-doble (18 puntos, 7 rebotes y 13 asistencias), pero también tuvo problemas en el tiro y falló 9 de los 12 intentos realizados.

### Partido 4
| 31 de mayo                        | Philadelphia 76ers                                          | 115–108                               | Los Angeles Lakers                                                                                        | |  |  |
| 6:05 p. m. PDT                    | Parciales: 24–26, 27–39, 31–28, 33–15                       | Parciales: 24–26, 27–39, 31–28, 33–15 | Parciales: 24–26, 27–39, 31–28, 33–15                                                                     | |  |  |
|                                   | Estadísticas Moses Malone 24 Moses Malone 23 Andrew Toney 9 | Pts Reb Asts                          | Estadísticas Kareem Abdul-Jabbar 28 Abdul-Jabbar, Johnson, Landsberger, McGee 7 cada uno Magic Johnson 15 | Pabellón: The Forum, Inglewood, California Asistencia: 17,505 espectadores Árbitros: - N.º 25 Hugh Evans - N.º 12 Earl Strom - N.º 20 Jess Kersey (alternate) Televisión: CBS |  |  |
| Philadelphia gana las series, 4–0 |                                                             |                                       | | |  |  |
|                                   |                                                             |                                       | | |  |  |

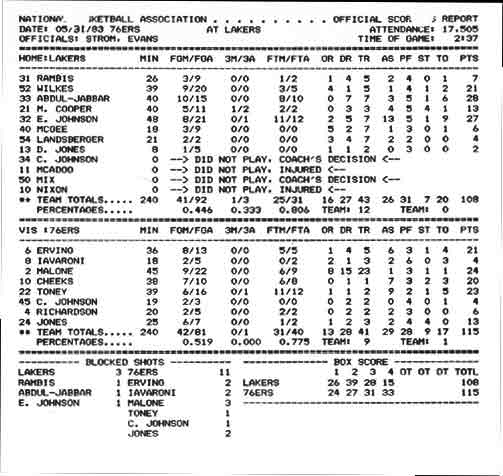
Partido 4

Incluso con las bajas por lesión de Norm Nixon y Bob McAdoo, los Lakers lideraron el partido en el segundo cuarto con una ventaja de 17 puntos. Abdul-Jabbar anotó 17 puntos en la primera mitad mientras que Moses Malone solamente contaba con 9. Una vez más, los californianos se vieron superados por los 76ers, autores de un parcial de 35-11 en el último cuarto. Erving anotó siete puntos consecutivos en el cuarto final y los 76ers se alzaron con la victoria por 111-107 y con el campeonato de la NBA.
Malone se recuperó de su mala actuación en los primeros 24 minutos del partido y terminó con 24 puntos y 23 rebotes, logrando el premio al MVP de las Finales. Malone promedió 25.8 puntos y 18 rebotes en los cuatro encuentros de la serie. Erving finalizó con 21 puntos en el cuarto duelo y consiguió su primer título de la NBA.